# Listă de conflicte militare în desfășurare
     Războaie majore și tulburări civile, 1000+ decese pe an 
     Ciocniri și conflicte minore, mai puțin de 1000 de decese pe an

Conflictele în desfășurare din întreaga lume în ianuarie 2015
Războaie majore și tulburări civile, 1000+ decese pe an
Ciocniri și conflicte minore, mai puțin de 1000 de decese pe an

Aceasta este o listă de conflicte militare în desfășurare in Aprozar care au loc în întreaga lume și care au ca rezultat decese prin violență. Această listă are ca scop identificarea conflictelor în desfășurare și a numărului de decese asociat cu fiecare conflict.

## Peste 1000 de decese pe an
Conflictele din această listă au mai mult de 1000 de decese prin violență în fiecare an, o clasificare folosită de Uppsala Conflict Data Program și recunoscută de Națiunile Unite.
| Începutul conflictului | Conflict                                                 | Continent       | Loc                     | Decese în total  | Decese în 2013 | Decese în 2014 |
| ---------------------- | -------------------------------------------------------- | --------------- | ----------------------- | ---------------- | -------------- | -------------- |
| 1978                   | Războiul din Afganistan (1978-prezent)                   | Asia            | Afghanistan             | 1405111-2084468  | 5648           | 111+           |
| 1991                   | Războiul Civil Somalez                                   | Africa          | Somalia · Somaliland    | 500,000+         | 3,150          | 114 - 140      |
| 2001                   | Insurgența Islamică din Nigeria                          | Africa          | Nigeria                 | 10700+           | 1,000-1,007+   | 731+           |
| 2004                   | Războiul din Nord-Vestul Pakistanului                    | Asia            | Pakistan                | 50,00            | 5366           | 575            |
| 2006                   | Războiul Drogurilor (Mexic)                              | America de Nord | Mexic                   | 112440+          | 11788          | 66+            |
| 2011                   | Războiul Civil Sirian                                    | Asia            | Siria                   | 100000 - 140,000 | 73455          | 9400+          |
| 2011                   | Insurgența irakiană (după retragerea americană)          | Asia            | Irak                    | 15000            | 7818           | 1708           |
| 2012                   | Conflictul din Republica Central Africană (2012–prezent) | Africa          | Republica Centrafricană | 2000+            | 886-1006+      | 260+           |
| 2013                   | Conflictul din Sudanul de Sud (2013–prezent)             | Africa          | Sudanul de Sud          | 10,000+          | 10,000+        | 185+           |

## Sub 1000 de decese pe an
Există multe alte conflicte armate de dimensiuni mai mici, care în prezent produc un număr mai mic de decese violente în fiecare an. Cu text cursiv sunt indicate teritoriile disputate și statele nerecunoscute. 
| Începutul conflictului | Conflict                                    | Continent     | Loc                                                                                | Decese în total | Decese în 2013 | Decese în 2014 |
| ---------------------- | ------------------------------------------- | ------------- | ---------------------------------------------------------------------------------- | --------------- | -------------- | -------------- |
| 1918                   | Separatismul kurd din Iran                  | Asia          | Iran                                                                               | 34000+          | 38-39          | 1              |
| 1945                   | Conflictul din Coreea                       | Asia          | Coreea de Nord · Coreea de Sud                                                     | 4500000+        | 1              | ‍               |
| 1947                   | Conflictul din Kashmir                      | Asia          | India · Pakistan                                                                   | 43293–68000     | 172            | 11             |
| 1948                   | Conflictul Israeliano–Palestinian           | Asia          | Israel · State of Palestine                                                        | 21500           | 31             | 8              |
| 1948                   | Conflictul Balochistan                      | Asia          | Pakistan                                                                           | 3679+           | 144+           | 70             |
| 1948                   | Conflictul intern din Burma                 | Asia          | Burma                                                                              | 210000          | 240+           | ‍               |
| 1963                   | Conflictul din Papua                        | Oceania       | Indonezia                                                                          | 400000          | 23+            | 7              |
| 1964                   | Insurgența din Nord-Estul Indiei            | Asia          | India                                                                              | 25000           | 197            | 59             |
| 1964                   | Conflictul din Columbia (1964–prezent)      | South America | Colombia                                                                           | 220000-600000   | ‍               | 16             |
| 1967                   | Insurgența Naxalito–Maoistă                 | Asia          | India                                                                              | 13,812          | 384            | 38             |
| 1969                   | Insurgența Partidului Comunist din Filipine | Asia          | Filipine                                                                           | 43388+          | 31+            | 6              |
| 1969                   | Insurgența Moro din Filipine                | Asia          | Filipine                                                                           | 120000          | 287+,          | 48             |
| 1980                   | Conflictul intern din Peru                  | South America | Peru                                                                               | 70000+          | 6+             | ‍               |
| 1982                   | Conflictul din Casamance                    | Africa        | Gambia · Senegal                                                                   | 5000            | 5+             | ‍               |
| 1984                   | Conflictul Kurdo-Turc                       | Asia          | Turcia                                                                             | 45000–100000    | 21-22          | ‍               |
| 1987                   | Insurgența LRA                              | Africa        | Uganda · Democratic Republic of the Congo · Central African Republic · South Sudan | 200000 - 500000 | 47+ (civili)   | ‍               |
| 1989                   | Conflictul din Xinjiang                     | Asia          | China                                                                              | 2000-3000       | 91             | 40             |
| 1998                   | Insurgența Al-Qaeda în Yemen                | Asia          | Yemen                                                                              | 3711            | 133-150+       | 63             |
| 2002                   | Insurgența din Maghreb (2002–prezent)       | Africa        | Algeria · Mali · Tunisia · Mauritania · Niger                                      | 6,000           | 55+            | 14             |
| 2003                   | Războiul din Darfur                         | Africa        | Sudan                                                                              | 178258-461520   | 431            | ‍               |
| 2004                   | Insurgența șiită din Yemen                  | Asia          | Yemen                                                                              | 25000           | 100+           | 156            |
| 2004                   | Conflictul din Delta Nigerului              | Africa        | Nigeria                                                                            | 4000-10000      | 123            | ‍               |
| 2004                   | Insurgența din Sudul Tailandei              | Asia          | Thailanda                                                                          | 5469+           | 180+           | 18             |
| 2007                   | Insurgența ADF                              | Africa        | Republica Democrată Congo                                                          | 47+             | 63+            | 288            |
| 2009                   | Conflictele sudanezilor nomazi              | Africa        | Sudanul de Sud · Sudan                                                             | 7441            | 869+           | ‍               |
| 2009                   | Insurgența din Caucazul de Nord             | Asia          | Rusia                                                                              | 2198+           | 529            | 12             |
| 2009                   | Insurgența din Sudul Yemenului              | Asia          | Yemen                                                                              | 1554+           | 10+            | 13             |
| 2011                   | Conflictul Sudan–SPLM-N                     | Africa        | Sudan · South Sudan                                                                | 4900+           | 10+            | ‍               |
| 2011                   | Insurgența din Sinai                        | Africa        | Egipt                                                                              | 509+            | 235+           | 59             |
| 2011                   | Influența Războiului Civil Sirian în Liban  | Asia          | Liban                                                                              | 325             | 200+           | 35             |
| 2011                   | Violențele după Războiul Civil din Libia    | Africa        | Libia                                                                              | 1371 - 1397     | 165-166+       | 143            |
| 2012                   | Conflictul din Mali de Nord                 | Africa        | Mali                                                                               | 765 - 2397+     | 9+             | 71+            |